# Szczek
Szczek (Щек) – legendarny słowiański książę Polan wschodnich znany z Kroniki Nestora, który wraz z braćmi Kijem i Chorywem założył gród Kijów. Miał także siostrę imieniem Łybedź.
Kronika nie podaje szerszych informacji na temat Szczeka poza tym, iż miał mieszkać na górze nazwanej od jego imienia Szczekownicą. Przypuszcza się, iż cała opowieść może być przeróbką armeńskiej legendy o braciach Kuarze, Melteju i Choreanie.